# Привиди війни (фільм, 2020)
Привиди війни (англ. Ghosts of War) — фільм жахів 2020 року, автор сценарію та режисер Ерік Бресс. У головних ролях - Брентон Твейтс, Тео Россі, Скайлар Естін, Кайл Галлнер і Алан Рітчсон.

## Сюжет
В останні місяці Другої світової війни п'ятьом американським солдатам наказано тримати французький замок, раніше окупований нацистським командуванням. Їх призначення перетворюється на божевілля, коли з групою починають відбуватися незрозумілі події, оскільки їх реальність перетворюється на збочений кошмар, страшніший, ніж будь-що, що спостерігається на полі битви.

## В ролях
| Актор                    | Роль             |
| ------------------------ | ---------------- |
| Брентон Туейтс           | Кріс             |
| Тео Россі                | Кірк             |
| Скайлар Естін            | Юджін            |
| Кайл Галлнер             | Тапперт          |
| Алан Рітчсон             | Бутч             |
| Шон Тоуб                 | містер Хельвіг   |
| Біллі Зейн               | доктор Енгель    |
| Лайла Банки              | місіс Хельвіг    |
| Калоян Христов           | хлопчик Хельвіг  |
| Яниця Михайлова          | Христина Хельвіг |
| Олександр Бехранг Кештар | Лідер            |

## Зйомки
У лютому 2017 року було оголошено, що Брентон Туейтс зіграє головну роль у «Привидах війни», а Бресс зніме фільм за власним сценарієм. Д. Тодд Шеперд, Шеллі Медісон, Джо Сімпсон і Джордж Во виступлять продюсерами фільму. Через місяць до фільму приєдналися Скайлар Естін, Тео Россі, Алан Рітчсон, Кайл Галлнер і Шон Тоуб.
Highland Film Group займається міжнародним прокатом фільму. Основні зйомки пройшли у Софії, Болгарія.

## Випуск
Привиди війни випустили на DirecTV 18 червня 2020 року. Випуск запланований на цифрові кінопокази, відео на запит та у цифровому форматі 17 липня 2020 року.

## Критика
На сайті агрегатора відгуків Rotten Tomatoes фільм отримав рейтинг схвалення 36% на основі 33 відгуків, із середнім рейтингом 4,75 / 10. Консенсус веб-сайту критиків свідчить: «Привиди війни змішують надприродні жахи та драму війни, щоб створити заплутаний колаж, який доводить , деякі інгредієнти краще залишити окремо». На Metacritic у фільму є середньозважена оцінка 38 зі 100, заснована на 8 відгуках, вказуючи на «загалом несприятливі огляди».